# Melanolophia eudoxa
Melanolophia eudoxa là một loài bướm đêm trong họ Geometridae.